# Cruz del Sur Bariloche
Deportivo Cruz del Sur – argentyński klub piłkarski z siedzibą w mieście Bariloche leżącym w prowincji Río Negro.

## Historia
Klub założony został 4 listopada 1988 r., a w 1990 r. przystąpił do rozgrywek w ramach prowincjonalnej ligi Liga de Fútbol de Bariloche. Obecnie klub gra w czwartej lidze argentyńskiej Torneo Argentino B.